# クロスフロー

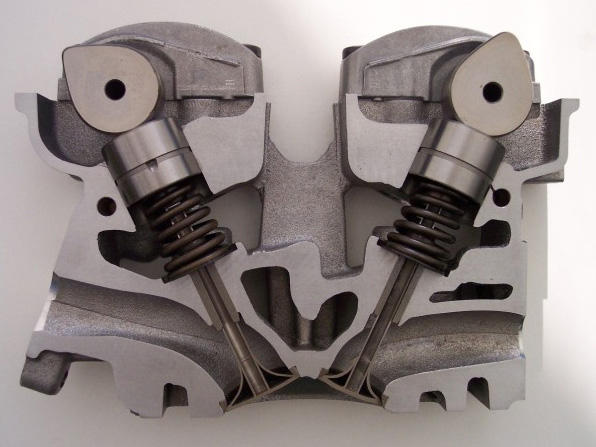
クロスフロー式DOHCシリンダーヘッドのカットモデル

クロスフローとはシリンダーヘッドの吸排気形式の一つで、シリンダーヘッドの左右に吸気ポートと排気ポートが別々に設けられ、吸気と排気が燃焼室に対して左右どちらか一方通行に流れていくタイプのものである。吸排気ポートが左右どちらか一つの方向にあり、吸気と同じ方向に排気が反転していくターンフローと対を成す形式でもある。

## 概要
クロスフロー式のシリンダーヘッドはターンフロー式よりも高性能を発揮することが可能である。その理由は吸気と排気が一方通行となるため、吸排気の効率がよく、吸気バルブと排気バルブの両方が開いているバルブオーバーラップを大きく取ることで、排気ガスがシリンダーから排出される際の慣性を利用して、より大量の混合気を吸入することが可能となるためである。また、排気ガスで高熱となるエキゾーストマニホールドから離れた位置にインテークマニホールドを配置することができ、吸気ポートを通る混合気をより低温に保つことが可能ともなる。

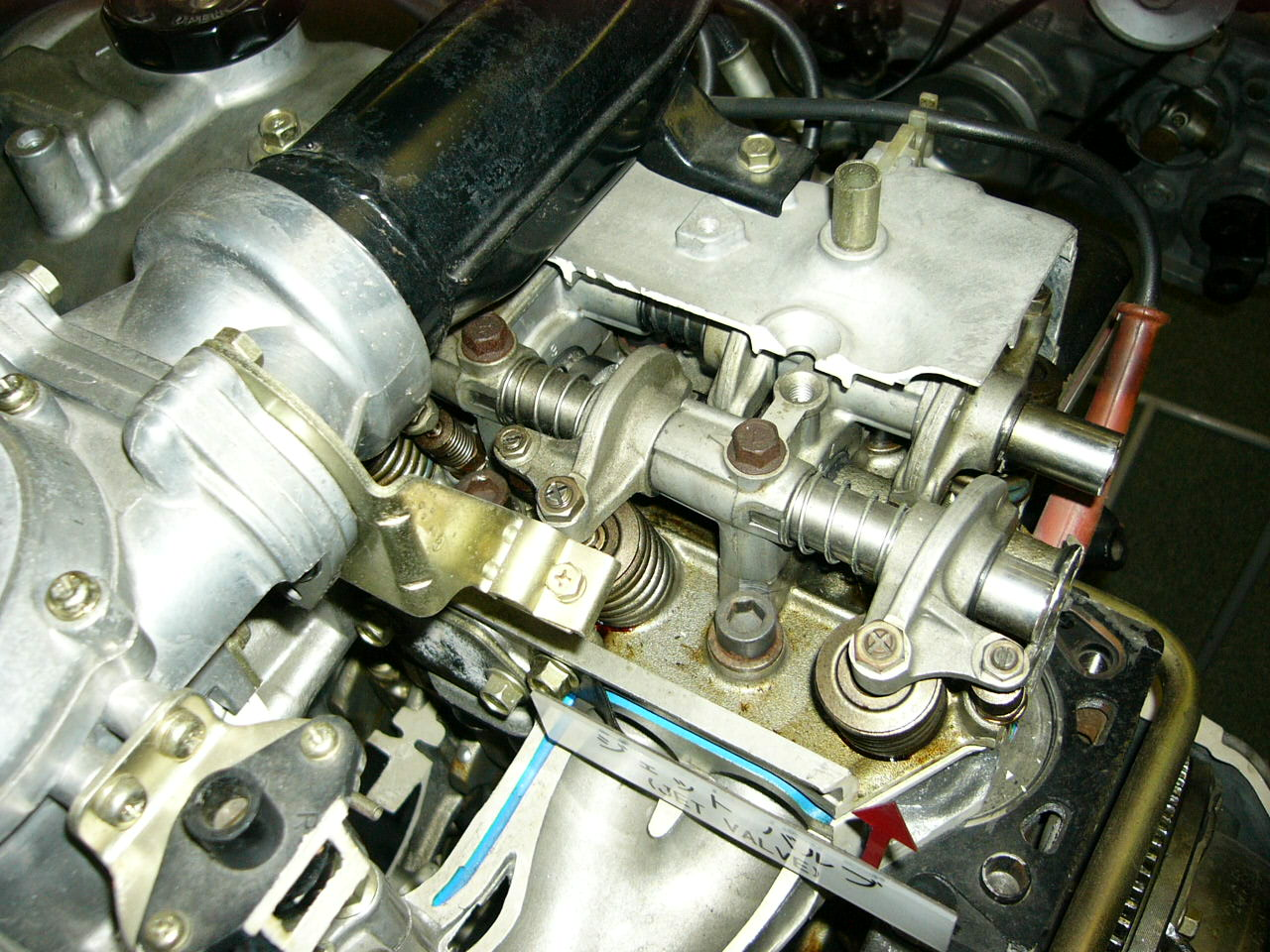
1970年代から1980年代の三菱自工製エンジンの多くに採用されたMCA-ジェットバルブ。乱流が発生しにくいクロスフロー式半球型燃焼室を持つシリンダーヘッド内に乱流を意図的に引き起こすため、小型の補助吸気バルブが備えられている

ターンフロー式と比べて数少ない短所は、エキゾーストマニホールドとインテークマニホールドが別々の方向に配置されるために、エンジンルーム内のシリンダーヘッドが占める面積が大きくなりがちな事、吸排気マニホールドを一体製造できず、場合によっては吸気系統を予熱するための補機(ウォームエアインテークなど)が必要となるために、全体的な製造コストがターンフローよりも高くなりやすいことなどが挙げられるが、最大の短所は吸気と排気が一方通行となるゆえに燃焼室内に乱流（スワール）が発生しにくいことに帰結する。
クロスフローは吸排気の流れが高速な層流となりやすく、バルブオーバーラップ時の掃気の際の抵抗が少ない反面、シリンダーの隅などに排気ガスが残留しやすくなるために、燃焼効率が低下する恐れがある。これは排気ガスの濃度に直接的な悪影響を与えうる。また、乱流を利用した排気洗浄作用による吸気促進（体積効率改善）効果があまり期待できないため、全く同じ回転数で同じ量のバルブオーバーラップを取った場合、排気慣性を利用した吸気の絶対的な効率はターンフローに比べてやや劣ることにもなる。この欠点を補うためにはより大きなバルブオーバーラップと高速なエンジン回転数を必要とするが、このようなエンジンセッティングは結果として低回転域でのトルクが細くなりやすくなり、燃費やドライバビリティの低下を招くこととなる。
自動車排出ガス規制が強化されてきた1970年代から1980年代のクロスフローヘッドは、こうした欠点を補うべく吸排気がシリンダー内で螺旋を描くように吸排気ポートを配置したり（スワールポート）、高速な気流をシリンダー内に吹き込むための補助吸気バルブを装備したり（三菱・MCA-JET）、複数の吸気バルブを回転域に応じて可変動作させることで吸気速度を上昇させたり（T-VISなど）、カムプロフィールを直接可変させてバルブオーバーラップを切り換える（VTECなど）など、様々な機構上の対策が施された。
このように、ターンフローに対する欠点はメーカーの生産力や技術力の向上でほぼ克服されたことや、これらの欠点を補って余りあるほどの利点のため、今日の4ストロークエンジンのほとんどがクロスフロー式のシリンダーヘッドを採用している。
一方、2ストローク機関においては、掃気ポートと排気ポートがシリンダー内で正対したレイアウトのものをクロス式掃気と称し、クロスフローとほぼ同義のものとして分類されているが、2ストロークでは4ストローク機関以上に層流による掃気効率不足の問題が顕在化しやすく、ポペットバルブを持たない構造上、4ストロークで行われてきた乱流発生機構の実装も困難であったために、クロスフロー方式の採用は早期に廃れ、掃気ポート同士を正対させて掃気をぶつけ合ったり、掃排気ポートの位置をずらして掃気を一度シリンダー内壁にぶつけるなどの配置を採る事で乱流の発生を行うループ式掃気(シニューレ式掃気とも)の採用が主流となっている。